# 요나구니섬
요나구니섬(일본어: よなぐにじま)은 일본의 극점 중 최서단에 해당하는 섬으로, 일본 남서부 동중국해와 태평양 사이에 위치한 류큐 열도의 섬이다. 
행정 구역상으로는 오키나와현 야에야마군 요나구니정에 속하며, 일본의 네 극점 가운데 일반인이 교통수단으로 자유로이 찾을 수 있는 유일한 곳이다. 인구는 1,745명 가량이며, 섬의 넓이는 28.91㎢로 부산광역시 남구(26.81) 보나는 약간 넓고, 부산진구(29.69) 보다는 약간 작다.
일본 만화인 닥터 고토 진료소의 촬영지이기도 하다.

## 역사
14세기에 류큐국 유력자가 해양무역활동 중에 중계점으로 개척하기 시작한 것이 알려진 최초라고 한다. 1522년 류큐 왕국에 복속하기 전까지는 상아이 이소바(실존인물인가는 확실치 않음)라는 여자 족장이 다스리는 작은 왕국이었다고 한다. 19세기에 류큐 왕국이 류큐 처분으로 일본 제국령이 되고 대만도 마찬가지로 일본 제국령이 되면서 대만 주민과 설탕, 쌀 등의 밀무역이 이루어지면서 인구가 2만명까지 늘었다. 1945년에는 미군정이 실시되고 대만이 일본에 해방되면서 무역이 끊기고 주민수도 줄어들었다. 1972년 류큐열도가 일본으로 반환되면서, 일본에 속하게 되었다. 1986년에 잠수부가 해적유적으로 추정되는 지형을 발견했다고 하여 주목을 끌었다.

## 지리
맑은 날에는 대만을 쉽게 바라볼 수 있게 되며, 대만에서 직선 거리로 약 110km 정도 떨어져 있어, 대만에서 가장 높은 봉우리들도 쉽게 조망할 수 있고, 대만의 일부 AM 및 FM 라디오 방송사 채널은 물론 지상파 디지털 텔레비전 방송 채널도 물론 쉽게 수신될 수도 있는 장점을 가지고 있다.

## 기후
요나구니섬의 기후는 류큐 열도 남부의 섬 대부분과 같이 열대 우림 기후이다. 최저 기온은 17도이고 최고 기온은 32도로 연평균 기온은 24도이다.
| Yonaguni의 기후          | Yonaguni의 기후 | Yonaguni의 기후 | Yonaguni의 기후 | Yonaguni의 기후 | Yonaguni의 기후 | Yonaguni의 기후 | Yonaguni의 기후 | Yonaguni의 기후 | Yonaguni의 기후 | Yonaguni의 기후 | Yonaguni의 기후 | Yonaguni의 기후 | Yonaguni의 기후 |
| 월                       | 1월             | 2월             | 3월             | 4월             | 5월             | 6월             | 7월             | 8월             | 9월             | 10월            | 11월            | 12월            | 연간            |
| ------------------------ | --------------- | --------------- | --------------- | --------------- | --------------- | --------------- | --------------- | --------------- | --------------- | --------------- | --------------- | --------------- | --------------- |
| 일평균 최고 기온 °C (°F) | 20.5 (68.9)     | 21.0 (69.8)     | 22.8 (73.0)     | 25.2 (77.4)     | 27.7 (81.9)     | 29.8 (85.6)     | 31.4 (88.5)     | 31.2 (88.2)     | 29.8 (85.6)     | 27.6 (81.7)     | 24.9 (76.8)     | 21.9 (71.4)     | 26.1 (79.1)     |
| 일일 평균 기온 °C (°F)   | 18.4 (65.1)     | 18.8 (65.8)     | 20.4 (68.7)     | 22.9 (73.2)     | 25.3 (77.5)     | 27.5 (81.5)     | 28.8 (83.8)     | 28.5 (83.3)     | 27.3 (81.1)     | 25.4 (77.7)     | 22.8 (73.0)     | 19.8 (67.6)     | 23.8 (74.9)     |
| 일평균 최저 기온 °C (°F) | 16.4 (61.5)     | 16.8 (62.2)     | 18.3 (64.9)     | 20.8 (69.4)     | 23.2 (73.8)     | 25.6 (78.1)     | 26.6 (79.9)     | 26.2 (79.2)     | 25.1 (77.2)     | 23.5 (74.3)     | 20.9 (69.6)     | 17.9 (64.2)     | 21.8 (71.2)     |
| 평균 강수량 mm (인치)    | 198.8 (7.83)    | 157.9 (6.22)    | 152.1 (5.99)    | 173.3 (6.82)    | 207.4 (8.17)    | 164.0 (6.46)    | 138.5 (5.45)    | 212.5 (8.37)    | 293.2 (11.54)   | 227.7 (8.96)    | 248.3 (9.78)    | 179.7 (7.07)    | 2,353.4 (92.66) |
| 평균 상대 습도 (%)       | 74              | 77              | 78              | 79              | 81              | 83              | 80              | 81              | 79              | 75              | 74              | 72              | 78              |
| 평균 월간 일조시간       | 55.7            | 57.2            | 82.4            | 99.5            | 140.1           | 182.1           | 258.9           | 229.3           | 182.5           | 136.9           | 85.9            | 64.7            | 1,575.2         |
| 출처: JMA (1981-2010)    |                 |                 |                 |                 |                 |                 |                 |                 |                 |                 |                 |                 |                 |

## 요나구니 유적에 대한 논란
1987년 다이버들이 요니구니 섬 인근 해저에서 인공석조물처럼 보이는 해저구조물을 발견해 화제가 되었다. 류큐 대학교의 기무라 마사키가 이끄는 연구진들이 이 구조물을 연구하고, 해저구조물이 인공적으로 만들어졌다고 주장하였으나 이에는 많은 논란이 있다.

### 인공구조물
구조물은 사암(砂岩)과 이암(泥岩)으로 이루어져 있으며 대다수의 주요 구조물은 독립적인 암석들의 조합이 아니라 지반의 암석덩어리와 연결되어 있는 형태로 되어 있다. 이렇듯 암석을 이동하여 건설된 점이 아니라 지층과 같은 암석으로 되어있다는 점은 많은 논란을 불러왔다.
해양고고학자인 션 킹슬리는 이 구조물 중, 도랑의 내부에 두개의 90도 각도와 직각형태의 모서리가 있는 두 개의 거석이 존재한다는 점을 들어, 이는 건설시기가 알려지지 않은 오키나와 무덤들에서도 흔히 발견되는 구조와 흡사한 인공물이라 주장하였으나, 이 거석의 직각모서리는 기존의 자연구조물을 인공적으로 다듬은 것에 지나지 않는 다는 의견도 많다.
일본의 고고학자인 기무라 마사키는 암석표면에 동물과 사람형상의 그림을 발견하였고 한 건조물은 이스터 섬의 모아이 석상과 흡사하다 주장하였다. 또한 일부에서는 요나구니 구조물이 세계 다른 고대유적의 구조물과 흡사하며 이처럼 독특한 구조물이 한곳에만 대량으로 자연생성되기 어렵다는 점을 들어 이 구조물이 인공으로 제작되었다 주장한다.
만약 이 구조물이 인간의 손에 의해 건설되었다면 해수면이 지금보다 39미터정도 낮아 이 지역이 해수면 위에 있었던 시기인 빙하기 말기(약 BC 10,000년)이전이어야 한다. 기무라는 초기에는 이 구조물이 최소한 1만년전에 건설되었다 주장하였으나, 2007년 태평양 과학연차회의에서는 이 시기를 해수면이 지금과 비슷한 2,000~3,000년전으로 조정하였다.

### 자연구조물
반면 보스턴 대학교의 지질학자인 로버트 쇼크는 과거 인간에 의해 일부 지역이 다듬어졌을 가능성은 있으나, 요나구니 구조물은 자연적으로 생성되었다고 주장하였다. 로버트 쇼크의 조사에 의하면 요나구니섬은 쉽게 단층이 갈라지는 평행한 성층면으로 구성되어 있으며 지진에 의해 날카롭고 직각형태로 암석이 갈라지는 경우가 흔히 있다고 한다. 그는 실제 요나구니섬의 북동해안에서 건조물과 비슷한 자연구조물이 존재한다고 주장했다.
남태평양대학의 해양지구과학자인 패트릭 넌도 "이 구조물은 자연적으로 생성"되었으며 "인공이라는 믿을 만한 근거가 없다."고 주장하였다.
요나구니 구조물과 비슷하게 평면과 날카로운 모서리를 지닌 자연구조물로는 북아일랜드의 자이언트 코즈웨이 해안의 돌기둥과 미국의 올드 랙 마운틴 등이 있다.

## 같이 보기
- 일본의 지리
- 요나구니어
- 오키나와현